# Dries Hollanders
Dries Hollanders, né le 31 juillet 1986 à Heusden-Zolder, est un coureur cycliste belge. Il est actuellement directeur sportif de l'équipe SEG Racing Academy.

## Biographie
Dries Hollanders naît le 31 juillet 1986 à Heusden-Zolder en Belgique.
Membre de l'équipe An Post-Sean Kelly en 2011, il entre comme stagiaire dans l'équipe Veranda's Willems-Accent en août 2011. À compter de 2012, il est membre de l'équipe Metec Continental, devenue Metec-TKH Continental de 2013 à 2014 puis Metec-TKH-Mantel à partir de 2015.

## Palmarès
- 2009
  - Bruxelles-Zepperen
  - 2e du Tour de la province de Namur
- 2010
  - Champion du Limbourg du contre-la-montre
  - Mémorial Philippe Van Coningsloo
  - 2e de la Topcompétition
  - 3e de Bruxelles-Zepperen
  - 3e du Circuit de Wallonie
- 2011
  - 2e de la Beverbeek Classic
- 2013
  - 2e de la Beverbeek Classic
  - 2e de la Witte Kruis Classic
  - 3e de la Destination Thy
  - 3e de la Baronie Breda Classic
- 2014
  - Ronde van Zuid-Holland
  - 1re étape du Tour de Slovaquie (contre-la-montre par équipes)
  - 1re étape du Tour de République tchèque (contre-la-montre par équipes)

## Classements mondiaux
| Année           | 2010 | 2011 | 2012 | 2013 | 2014   |
| --------------- | ---- | ---- | ---- | ---- | ------ |
| UCI Europe Tour | 375e | 328e | 644e | 306e | 1 092e |